# Monk Bretton
Monk Bretton är en ort i unparished area Barnsley, i distriktet Barnsley, i grevskapet South Yorkshire, i England. Monk Bretton var en civil parish 1866–1921 när blev den en del av Barnsley. Civil parish hade 5 135 invånare år 1921. Monk Bretton var ett distrikt 1894–1921. Byn nämndes i Domedagsboken (Domesday Book) år 1086, och kallades då Bretone/Brettone.